# Municipio de Clinton (condado de Oscoda)
El municipio de Clinton (en inglés: Clinton Township) es un municipio ubicado en el condado de Oscoda en el estado estadounidense de Míchigan. En el año 2010 tenía una población de 441 habitantes y una densidad poblacional de 2,38 personas por km².

## Geografía
El municipio de Clinton se encuentra ubicado en las coordenadas 44°49′1″N 83°59′36″O / 44.81694, -83.99333. Según la Oficina del Censo de los Estados Unidos, el municipio tiene una superficie total de 185.66 km², de la cual 182,61 km² corresponden a tierra firme y (1,64 %) 3,05 km² es agua.

## Demografía
Según el censo de 2010, había 441 personas residiendo en el municipio de Clinton. La densidad de población era de 2,38 hab./km². De los 441 habitantes, el municipio de Clinton estaba compuesto por el 98,41 % blancos, el 0,23 % eran amerindios y el 1,36 % eran de una mezcla de razas. Del total de la población el 0,23 % eran hispanos o latinos de cualquier raza.